# Parc Nacional de les Muntanyes Rocoses

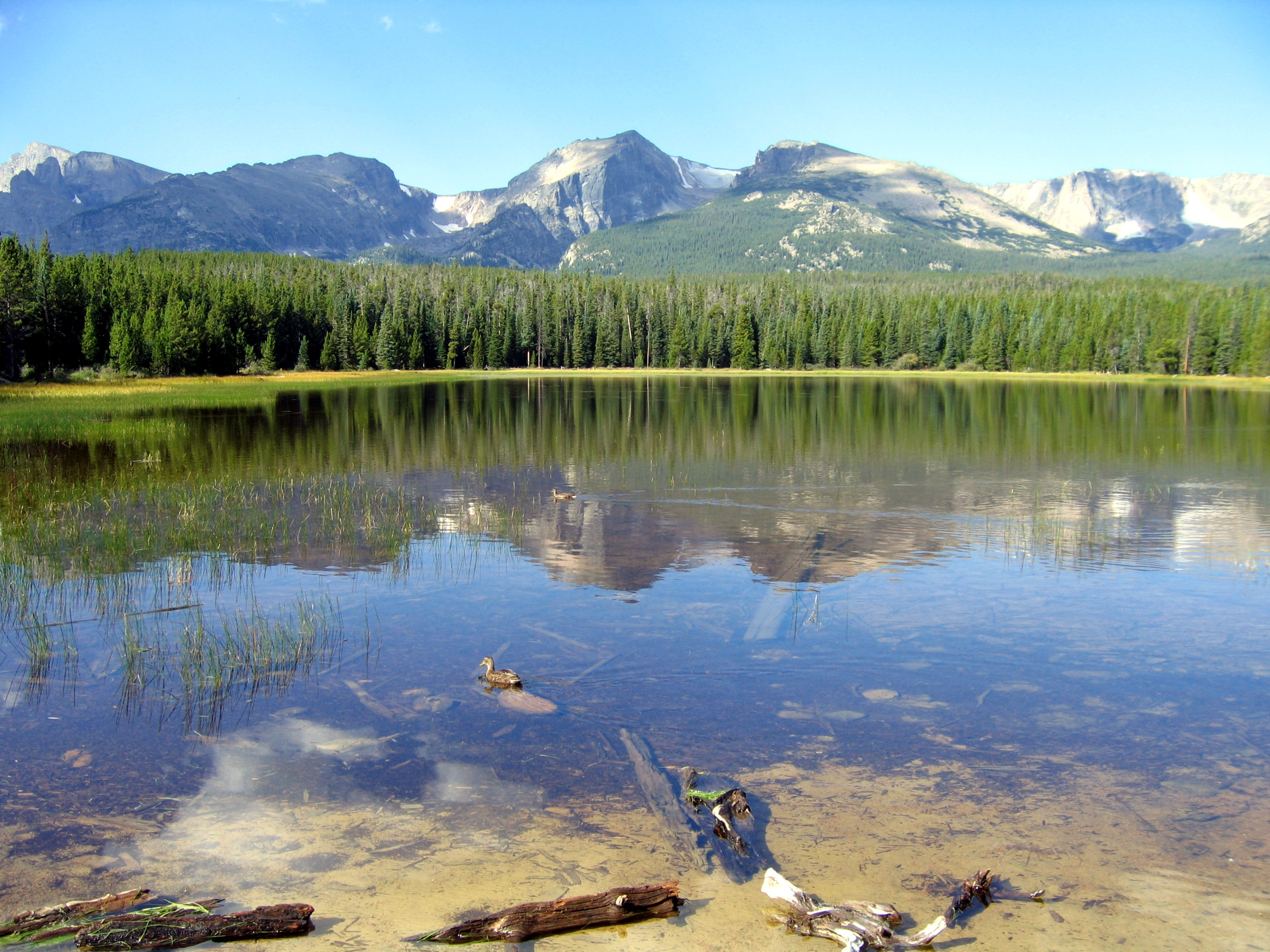
Llac Bierstadt

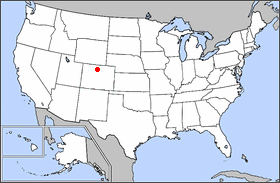
Localització

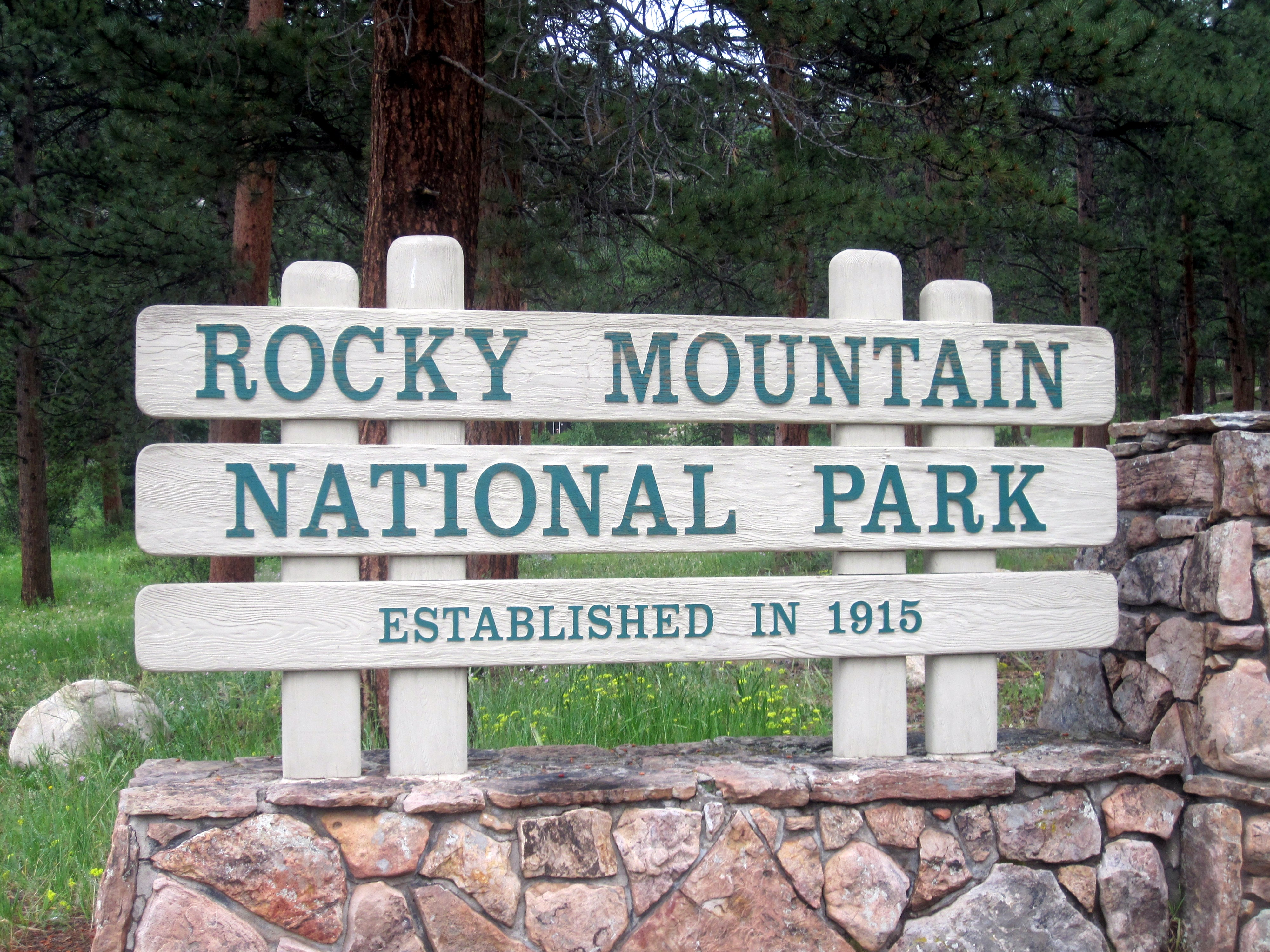
Entrada al Rocky Mountain National Park des de Estes Park (Colorado)

El Parc Nacional de les Muntanyes Rocoses (Rocky Mountain National Park) és un parc nacional al centre-nord de l'estat de Colorado als Estats Units. El parc està situat al nord-oest de la ciutat de Boulder (Colorado) al cor de les muntanyes Rocoses. Inclou la font del riu Colorado i una secció substancial de la Divisòria continental nord-americana. Es va establir l'any 1915. L'any 2007 va rebre 2.991.528 visitants És gestionat pel National Park Service.
Envolten el parc el Bosc Nacional Roosvelt (Roosevelt National Forest) al nord i est, el Bosc Nacional Routt (Routt National Forest) al nord-oest el Bosc Nacional Arapaho (Arapaho National Forest) al sud-oest.

## Geografia

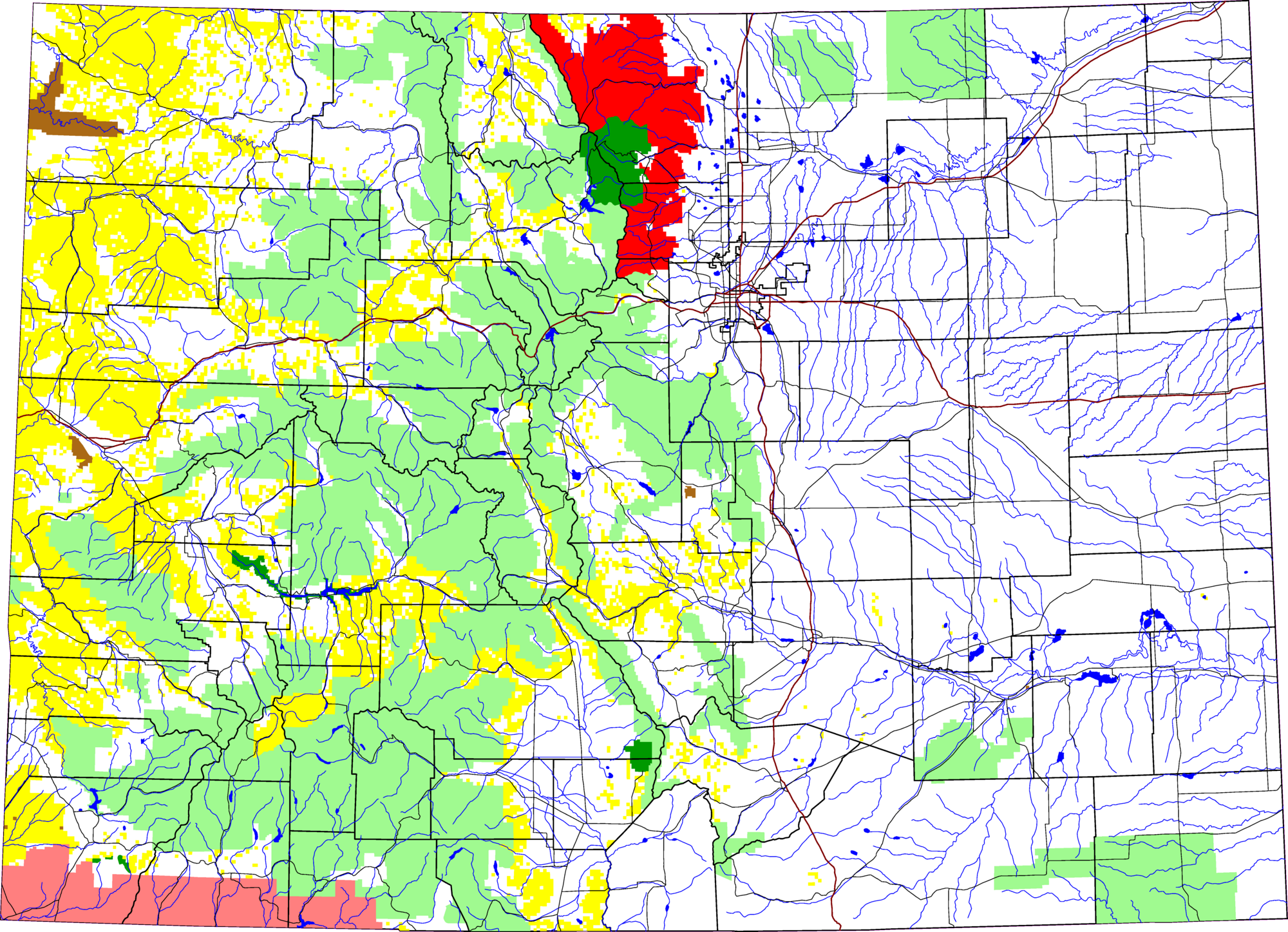
Mapa de Colorado amb la zona del parc nacional de color verd fosc.

Aquest parc nacional té una extensió de 1.076 km². El parc està dividit per la divisòria continental que dona a les parts oriental i occidental del parc un caràcter diferent. La part oriental tendeix a ser més seca amb pics coberts de glaceres i circs glacials. La part occidental és més humida amb boscos profunds que dominen el paisatge. El parc conté uns 150 llacs i 60 cims de més de 3.700 metres (més de 12.000 peus). Una quarta part del parc està per sobre del límit arbori. El punt més alt és el Longs Peak que arriba als 4.346 metres d'altitud.)

### Ecosistemes
Les parts més baixes estan ocupades per boscos i praderies muntanyoses. El pi Ponderosa, que prefereix les zones més seques domina fins a les zones més altes on l'avet Douglas substitueix el Ponderosa. A partir dels 2.700 metres comença el bosc subalpí on són comuns la pícea d'Engelmann i l'avet subalpí. Per sobre del límit arbori a uns 3.500 metres desapareixen els arbres i apareix en aquestes zones el prat alpí

### Clima
Juliol i agost són els mesos més calorosos al parc amb temperatures que superen 27 °C però és possible que cagui per sota de 0⁰ a la nit. Sovint hi ha tempestes a la tarda. Les nevades es produeixen des dels mitjans d'octubre fins als finals de maig.

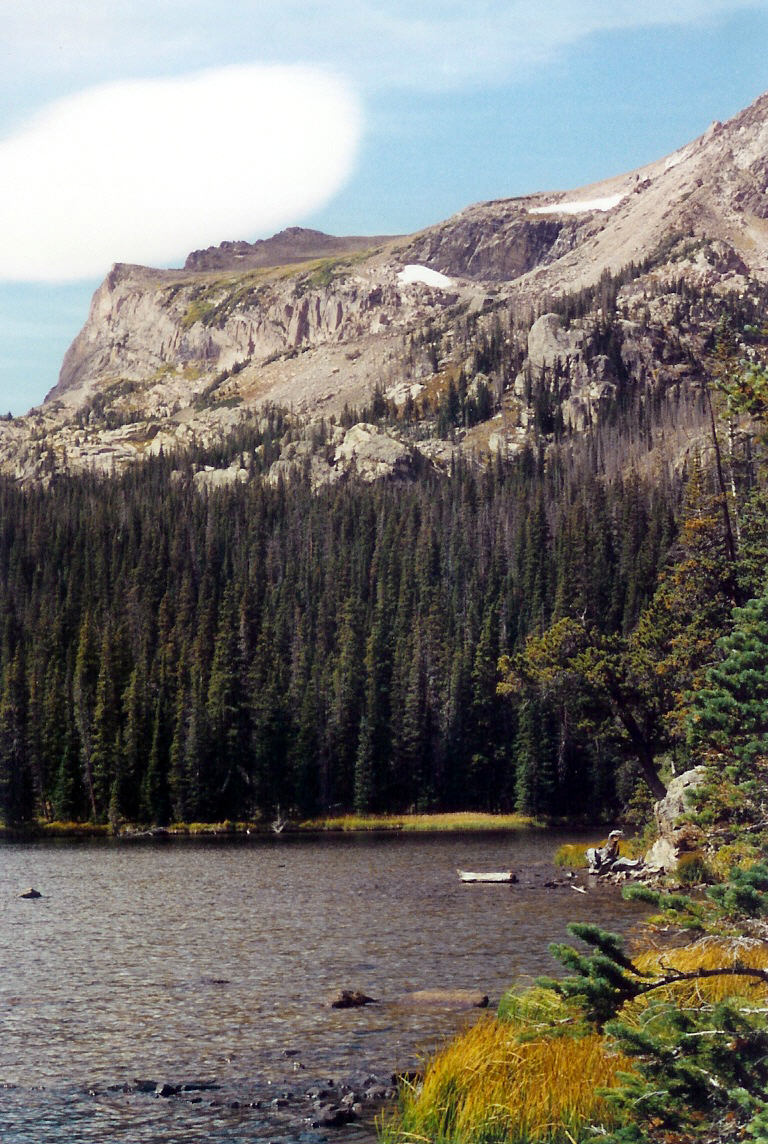
Llac Ouzel